# 大楓葉
大楓葉（英語：Big Maple Leaf）是重100公斤（220磅、3,215金衡制盎司）、面額1,000,000加元的金幣，共鑄造6枚，2017年3月時每枚價值約4,000,000美元。2017年3月27日凌晨其中一枚在柏林博德博物館被竊。

## 外觀
每枚大楓葉金幣直徑53（21英寸），厚度3（1.2英寸），純度999.99/1000，2007年時由皇家加拿大鑄幣廠鑄造，該年10月被金氏世界紀錄大全認證為世界最大金幣。金幣正面為兼加拿大女皇伊麗莎白二世，反面為楓葉。

## 失竊
2017年3月27日凌晨其中一枚金幣在德國柏林博德博物館的錢幣櫃（Münzkabinett）被竊。該展示櫃以超過500,000枚錢幣收藏著名，包含100,000枚希臘時代和50,000羅馬時代錢幣，但只有極少部份展出。
皇家加拿大鑄幣廠一位發言人表示，被竊金幣非該鑄幣廠所有。在鑄造第一枚金幣（存放在渥太華）後，鑄幣廠另鑄造5枚金幣供私人收藏。這枚金幣自2010年12月起在該博物館展出直到被竊。